# الان نيلسون
الان نيلسون (بالدنماركية: Allan Nielsen)‏ (26 يونيو 1976 في الدنمارك - ) هو لاعب كرة قدم دانمركي في مركز الوسط. لعب مع فيدوفري ونادي أودنسه ونادي لينغبي وKøge Boldklub ‏ وGreve Fodbold ‏.